# Điện ảnh Serbia
Điện ảnh Serboa (tiếng Serbia: Биоскоп у Србија) là tên gọi ngành công nghiệp điện ảnh của nước Cộng hòa Serbia.

## Lịch sử hình thành và phát triển
- Thời kỳ sơ khai
- Serb thuộc Nam Tư Xã hội chủ nghĩa
- Serb thuộc Nam Tư
- Cộng hòa Serb
- Điện ảnh Kosovo

### Phim nổi tiếng
- Trận đánh Neretva (tiếng Serbia: Bitka na Neretvi)
- I Even Met Happy Gypsies (Skupljači perja)
- Black Cat, White Cat (Crna mačka, beli mačor)
- Pretty Village, Pretty Flame (Lepa sela lepo gore)
- Underground (Podzemlje)
- Who's That Singing Over There (Ko to tamo peva)
- We Are Not Angels (Mi nismo anđeli)
- W.R.: Mysteries of the Organism  (W.R.: Misterije organizma)
- When Father Was Away on Business (Otac na službenom putu)
- The Marathon Family (Maratonci trče počasni krug)
- Knife (Nož)
- Time of the Gypsies (Dom za vešanje)
- The Wounds (Rane)
- Life Is a Miracle (Život je čudo)
- St. George Shoots the Dragon (Sveti Georgije ubiva aždahu)

### Nhà làm phim tên tuổi
- Timothy John Byford
- Srđan Dragojević
- Emir Kusturica
- Peter Bogdanovich
- Dušan Makavejev
- Goran Marković
- Gojko Mitić
- Goran Paskaljević
- Živojin Pavlović
- Aleksandar Petrović
- Goran Radovanović
- Lazar Ristovski
- Slobodan Šijan
- Želimir Žilnik
- Miroslav Momčilović

### Diễn viên nổi tiếng
| - Milla Jovovich - Karl Malden - Brad Dexter - Mija Aleksić - Slobodan Aligrudić - Rade Šerbedžija - Neda Arnerić - Mira Banjac - Danijel Nikolić - Predrag Bjelac - Dragan Bjelogrlić - Žarko Laušević - Petar Božović - Predrag Miletić - Sasha Alexander - Vojislav Brajović - Svetozar Cvetković - Zoran Cvijanović - Bogdan Diklić - Anica Dobra - Milena Dravić - Predrag Ejdus - Bekim Fehmiu - Mirjana Karanović - Branka Katić - Nikola Kojo - Branislav Lečić - Miki Manojlović - Dragan Mićanović | - Milica Mihailović - Dragan Nikolić - Miodrag Petrović Čkalja - Zoran Radmilović - Lazar Ristovski - Ljubiša Samardžić - Ana Sofrenović - Danilo Bata Stojković - Mira Stupica - Nataša Šolak - Slavko Štimac - Ljuba Tadić - Bora Todorović - Vesna Trivalić - Bora Todorović - Srđan Todorović - Pavle Vujisić - Bata Živojinović - Stevo Žigon |